# Енджела Кеннеді
Енджела Кеннеді (англ. Angela Kennedy, 28 лютого 1976) — австралійська плавчиня.
Призерка Олімпійських Ігор 1996 року.
Призерка Чемпіонату світу з водних видів спорту 1998 року.
Чемпіонка світу з плавання на короткій воді 1995 року, призерка 1997 року.